# Lee Scratch Perry
Lee "Scratch" Perry (pravim imenom Rainford Hugh Perry, Kendal, Jamajka, 20. ožujka 1936. – Lucea, Jamajka, 29. kolovoza 2021.), dub i reggae glazbenik.

## Životopis
Perry započinje glazbenu karijeru 1950-ih godina s Clementom "Coxsone" Doddom u njegovoj "tvornici hitova" Studio Oneu.
Ondje je radio kao prodavač u njegovom sound systemu, kao tekstopisac, izvođač i aranžer. Svoju prvu hit pjesmu "Chicken Scratch" snima 1965. godine.
Sljedeće godine zbog osobnih i financijskih nesuglasica odlazi k producentu Joeu Gibbsu gdje snima "I Am The Upsetter", kao upozorenje svima koji ga pokušaju prevariti.
1967. počinje voditi izdavačku kuću Amalgamated gdje producira niz hitova, među kojima je i pjesma "Long Shot" grupe The Pioneers.
To je bila prva pjesma koja je koristila novi ritam u jamajčanskoj glazbi, kasnije nazvan reggae.
1968. također zbog financijskih nesuglasica napušta Gibbsa, te osniva vlastitu izdavačku kuću Upsetter Records.
Prvi singl "People Funny Boy" bio je izravna uvreda Joeu Gibbsu. Iste godine osniva prateći sastav i naziva ga prema svom nadimku – The Upsetters.
Surađivao je s pjevačima kao što su Davis Isaacs i Slim Smith. Otvorio je i svoju prodavaonicu ploča "Upsetter Record Shop" 
70-ih mnoge njegove pjesme postaju popularne na Jamajci i u Ujedinjenom Kraljevstvu, a on po svojim inovativnim produkcijskim tehnikama i ekscentričnom karakteru. 
Lee Perry je jedan od producenata za koje se smatra da su zaslužni za nastajanje duba.
Najpoznatija suradnja je bila ona s Bob Marleyem. Bobov senzibilitet i Perryjev osjećaj za eksperimentiranje stvorili su fantastičnu kombinaciju, prekretnicu ne samo u njihovim karijerama, već i u povijesti reggae glazbe. Njihova suradnja je izrodila mnogo hitova kao što su npr. albumi Rasta Revolution i African Herbsman.
1973. godine Wailersi napuštaju Perryja i potpisuju za Island Records.
1974. gradi studio The Black Ark zbog veće kontrole nad svojim radom. Koristio je skromnu opremu, ali je to vješto nadoknađivao svojim talentom.
Producenti i danas koriste bezbrojne trikove koje je Perry izmislio da bi nadoknadio manjak opreme. To su bile godine suradnje s Maxom Romeom, Juniorom Marvinom, The Heptonesima, The Congosima.
80-e Perry većinom provodi u Engleskoj i Americi gdje ostvaruje mnogobrojne suradnje.
1983. The Black Ark izgara do temelja. Perry tvrdi da ga je sam zapalio zbog negativnih sila u studiju.
1984. započinje dugogodišnju producentsku suradnju, koja traje do danas, s Neilom Fraserom poznatijem kao Mad Professor. 
Radeći u Londonu započeo je suradnju i s producentom Adrianom Sherwoodom i njegovim studijskim sastavom "Dub Syndicate".
1989. godine Lee Perry se seli u Švicarsku sa svojom novom ženom, koja mu postaje i menadžer. Započinje gradnju svog novog studija, koji naziva "White Ark". 
Devedesete su označile povratak Perryjeve slave kroz rad s Beastie Boysima, turnejama i reizdanjima njegovih legendarnih albuma.
Perryjeve skladbe obradili su drugi glazbenici. Prodigy je obradio I Chase The Devil u skladbi Out Of Space.

## Diskografija
- 1969.: The Upsetter
- 1969.: Return of Django
- 1970.: Clint Eastwood
- 1970.: Many Moods of the Upsetters
- 1970.: Scratch the Upsetters Again
- 1970.: The Good, the Bad and the Upsetters
- 1970.: Eastwood Rides Again
- 1972.: Africa's Blood
- 1973.: Cloak & Dagger
- 1973.: Rhythm Shower
- 1973.: Upsetters 14 Dub Blackboard Jungle (Blackboard Jungle Dub)
- 1974.: Double Seven
- 1975.: DIP Presents the Upsetter (kompilacija)
- 1975.: Return of Wax
- 1975.: Musical Bones
- 1975.: Kung Fu Meets the Dragon (Heart of the Dragon)
- 1975.: Revolution Dub
- 1976.: Super Ape
- 1978.: Roast Fish Collie Weed & Corn Bread
- 1978.: Return of the Super Ape
- 1980.: The Dub Messenger
- 1980.: The Return of Pipecock Jackxon
- 1982.: Mystic Miracle Star – The Majestics
- 1984.: History, Mystery & Prophesy
- 1986.: Battle of Armagideon (Millionaire Liquidator)
- 1987.: Time Boom X De Devil Dead – Dub Syndicate
- 1988.: On the Wire
- 1988.: Give Me Power
- 1988.: Satan Kicked the Bucket – Bullwackie
- 1989.: Chicken Scratch
- 1989.: Mystic Warrior
- 1989.: Mystic Warrior Dub – Mad Professor
- 1990.: From the Secret Laboratory – Dub Syndicate
- 1990.: Meets Bullwackie in Satan's Dub
- 1990.: Message from Yard – Bullwackie
- 1991.: Lord God Muzick
- 1991.: Sounds From The Hotline
- 1992.: Upsetter and the Beat
- 1992.: Excaliburman
- 1994.: Smokin
- 1994.: Spiritual Healing
- 1995.: Black Ark Experryments – Mad Professor
- 1995.: Experryments at the Grassroots of Dub – Mad Professor
- 1995.: Quest
- 1995.: Stay Red
- 1995.: Super Ape Inna Jungle – Mad Professor
- 1996.: Who Put the Voodoo 'pon Reggae – Mad Professor
- 1996.: Dub Take the Voodoo out of Reggae – Mad Professor
- 1997.: Technomajikal
- 1998.: Dub Fire – Mad Professor
- 1998.: The Original Super Ape
- 1998.: Live at Maritime Hall
- 1999.: Excaliburman
- 2000.: Lee "Scratch" Perry on the Wire
- 2000.: Lee Perry Meets Mad Professor
- 2000.: Lee Scratch Perry Meets Mad Professor in Dub
- 2000.: Son of Thunder
- 2000.: Songs to Bring Back the Ark
- 2000.: Techno Party
- 2001.: Station Underground Report
- 2002.: Jamaican E.T.
- 2002.: Scratch
- 2003.: Jungle Lion
- 2003.: Earthman Skanking
- 2003.: Encore
- 2004.: Alien Starman
- 2004.: Panic in Babylon
- 2005.: Return of the Super Ape
- 2006.: Alive, more than ever
- 2006.: Dubstrumentals
- 2006.: Live in San Francisco
- 2007.: End of an American Dream
- 2008.: The Mighty Upsetter
- 2008.: Repentance
- 2008.: Scratch Came, Scratch Saw, Scratch Conquered
- 2009.: Return from Planet Dub

## Vanjske poveznice
- Službena stranica na MySpaceu
- Diskografija na roots-archives.com  Arhivirana inačica izvorne stranice od 29. kolovoza 2010. (Wayback Machine)
- Intervju s Leejem Perryjem